# Ampulex dentata
Ampulex dentata är en  stekelart som beskrevs av Matsumura och Tohru Uchida 1926. Ampulex dentata ingår i släktet Ampulex och familjen Ampulicidae. Inga underarter finns listade i Catalogue of Life.